# Kevin Warwick
Kevin Warvick, född 9 februari 1954 i Coventry, England, är en brittisk ingenjör, författare och forskare vid Coventry University i Storbritannien. Warwick har forskat inom bland annat artificiell intelligens, robotik och bioetik. Han är känd för att ha opererat in elektronik i kroppen, däribland ett RFID-chip.